# ماركوس جوليان
ماركوس جوليان (30 ديسمبر 1986 في غرينادا - ) هو لاعب كرة قدم غرينادا في مركز الهجوم. شارك مع منتخب غرينادا لكرة القدم. أما مع النوادي، فقد لعب مع North Imphal Sporting Association ‏.

## وصلات خارجية
- ماركوس جوليان على موقع قاعدة بيانات كرة القدم.إي يو (الإنجليزية)
- ماركوس جوليان على موقع ناشيونال فوتبول تيمز (الإنجليزية)
- ماركوس جوليان على موقع Soccerway.com (الإنجليزية)